# MaK 400 C
A MaK 400 C háromtengelyes dízel-hidraulikus tolatómozdony-sorozat, amelyet elsősorban nehéz terhelésű tolatási és  közepes terhelésű vonali szolgálatra terveztek. A típust a Maschinenbau Kiel (MaK) gyártotta 1955 és 1963 között az első típusprogramjának részeként, összesen 34 példányban.
A mozdony nem szerepel a német járműnyilvántartásban.

## Fejlesztés
A mozdony a DB V 36.4 sorozat továbbfejlesztése, amelyből a Maschinenbau Kiel 1950-ben gyártott 18 példányt. A második világháború előtti kialakításhoz képest az új gépeknél a vezetőfülke nem a mozdony egyik végén, hanem a kettő géptér között, megemelt pozícióban kapott helyet. A MaK 400 C a DB V 60 sorozattal egy időben készült, és kifejezetten a magánvasutak igényeihez igazították azt.
A 34 legyártott mozdony közül 16 normál (1435 mm) és 18 fokföldi nyomtávolságú (1067 mm) volt. A keskeny nyomtávú mozdonyokat Nigériába szállították; nyolcat az Nigerian Ports Authority, tízet pedig az Nigerian Railway Corporation számára. A 400 C a MaK első típusprogramjába tartozik. A típus elnevezésében az elöl álló szám a teljesítményt fejezi ki metrikus lóerőben, míg az azt követő betű a tengelyelrendezést jelzi.

## Műszaki részletek
A MaK 400 C a második világháború utáni szabványosított német mozdonygyártási elveket követi. A vezetőfülke a két géptér között, megemelt pozícióban kapott helyet, a jó kiláthatóság érdekében az nagy, dőlt ablakokkal rendelkezik. A MaK legtöbb első generációs mozdonyával ellentétben a 400 C egyetlen példánya sem kapott napellenzővel felszerelt vezetőfülkét. Biztonság okokból a vezetőfülkébe nem közvetlenül oldalra, hanem a rakszelvényen belül, a járdákra nyíló ajtókon lehet bejutni.
A hajtóerőt egy vaktengely továbbítja a három tengelyre a csatlórudakon keresztül, a kardántengelyes hajtás ekkoriban még fejlesztés alatt állt. A MaK első típusprogramjának későbbi mozdonyaival ellentétben a 400 C-be nem szereltek Beugniot-emeltyűt, így a legkisebb bejárható pályaívsugara nagyobb, mint a program leghosszabb és legnagyobb teljesítményű egységéé, a MaK 1200 D-é.
A 400 C-t a MaK MS 301 típusú lassú járású, soros kivitelű, 6 hengeres dízelmotorja hajtja, amelynek névleges teljesítménye 400 metrikus lóerő (294 kW) 750 min⁻¹ fordulatszámon. A mozdony dízel-hidraulikus hajtással rendelkezik, Voith L 37 Ub típusú hajtóművel. A típus legnagyobb megengedett sebessége 52 km/h (32 mph), üzemi tömege a ballasztolástól függően 39–45 tonna, tüzelőanyag-tartályának térfogata 970 liter.
A mozdonyokat gyárilag pirosra festették. Légkürtje kéttónusú, aminek köszönhetően a wittlagei helyi sajtóban a „fonetikus mozdony” becenevet kapta a típus.

## Üzemeltetők
A típus első öt példányát a Hafen- und Verkehrsbetriebe der Stadt Kiel, a Verkehrsbetriebe Hamburg-Holstein, a Kleinbahn Voldagsen–Duingen–Delligsen, a Kleinbahn Gittelde-Grund és a Wittlager Kreisbahn német magánvasutaknak szállítottak. A többi normál nyomtávolságú egységet a Gelsenberg Benzin, a Hahnsche Werke, a Hüttenwerke Ilsede-Peine, a Vereinigte Aluminium-Werke és a Vereinigte Kaliwerk Salzdetfurth német ipari vállalatok vásárolták meg.
1956 és 1960 között 18 fokföldi nyomtávolságú mozdonyt szállítottak Nigériába, ezek holléte ismeretlen.
Több mozdonyt megőriztek, de a selejtezés már az 1980-as években megkezdődött. Több példányt Németországon kívül, építőipari vállalatoknak adtak el. A MaK 400001 gyártási számú prototípus üzemképes állapotban a Kleinbahn Leeste tulajdonában áll.
| MaK 400 C-mozdonyok listája |             |                                                    |                                              |                                                                                              |
| Gyártási szám               | Gyártás éve | Első üzemeltető                                    | Legutóbbi üzemeltető                         | Megjegyzés                                                                                   |
| 400001                      | 1955        | MaK                                                | Kleinbahn Leeste e. V. „V 41“                |                                                                                              |
| 400002                      | 1955        | VHH „6“                                            | SEAF „T 5704“                                | Holléte ismeretlen                                                                           |
| 400003                      | 1955        | VDD „34-03”                                        | STAR „14”                                    |                                                                                              |
| 400004                      | 1955        | GBG „272”                                          | dán magán                                    |                                                                                              |
| 400005                      | 1956        | WKB „DL 1”                                         | STAR „DL 12”                                 |                                                                                              |
| 400006                      | 1956        | NPA „1“                                            | NPA „1“                                      | Fokföldi nyomtávolságú. Holléte ismeretlen                                                   |
| 400007                      | 1956        | NPA „2“                                            | NRC „912“                                    | Fokföldi nyomtávolságú. Holléte ismeretlen                                                   |
| 400008                      | 1956        | NPA „3“                                            | NPA „3“                                      | Fokföldi nyomtávolságú. Holléte ismeretlen                                                   |
| 400009                      | 1956        | NPA „4“                                            | NRC „914“                                    | Fokföldi nyomtávolságú. Holléte ismeretlen                                                   |
| 400010                      | 1956        | NPA „5“                                            | NPA „5“                                      | Fokföldi nyomtávolságú. Holléte ismeretlen                                                   |
| 400011                      | 1956        | NPA „6“                                            | NPA „6“                                      | Fokföldi nyomtávolságú. Holléte ismeretlen                                                   |
| 400012                      | 1956        | NPA „7“                                            | NPA „7“                                      | Fokföldi nyomtávolságú. Holléte ismeretlen                                                   |
| 400013                      | 1956        | NPA „8“                                            | NPA „8“                                      | Fokföldi nyomtávolságú. Holléte ismeretlen                                                   |
| 400015                      | 1958        | Gelsenberg Benzin „10”                             | STAR                                         | A Stichting Stadskanaal Rail 2009-ben alkatrészbányaként vásárolta meg, 2011-ben selejtezték |
| 400016                      | 1958        | MaK                                                | MaK                                          | 1981-ben selejtezték                                                                         |
| 400017                      | 1958        | HIP „01”                                           | Michele Palmiotto „DD FMT BA 1050”           |                                                                                              |
| 400018                      | 1959        | HIP „02”                                           | Francesco Ventura S.r.l. „DD FMT RC 0126 F”  |                                                                                              |
| 400019                      | 1959        | HIP „03”                                           | német privát                                 |                                                                                              |
| 400020                      | 1959        | HIP „04”                                           | MaK                                          | Az 1980-as évek során selejtezték                                                            |
| 400021                      | 1959        | MaK                                                | német privát                                 | 2005-ben selejtezték                                                                         |
| 400022                      | 1959        | Vereinigte Kaliwerk Salzdetfurth, Werk Hattorf „I” | K+S Kali GmbH, Werk Philippsthal-Hattorf „1” | Holléte ismeretlen                                                                           |
| 400023                      | 1959        | VAW „3”                                            | HKS Scrap Metals B.V.                        | Holléte ismeretlen                                                                           |
| 400024                      | 1959        | Hahnsche Werke „D 2”                               | MaK                                          | 1980-ban selejtezték                                                                         |
| 400025                      | 1958        | NRC „901”                                          | NRC „901”                                    | Fokföldi nyomtávolságú. Holléte ismeretlen                                                   |
| 400026                      | 1958        | NRC „902”                                          | NRC „902”                                    | Fokföldi nyomtávolságú. Holléte ismeretlen                                                   |
| 400027                      | 1958        | NRC „903”                                          | NRC „903”                                    | Fokföldi nyomtávolságú. Holléte ismeretlen                                                   |
| 400028                      | 1958        | NRC „904”                                          | NRC „904”                                    | Fokföldi nyomtávolságú. Holléte ismeretlen                                                   |
| 400030                      | 1960        | NRC „905”                                          | NRC „905”                                    | Fokföldi nyomtávolságú. Holléte ismeretlen                                                   |
| 400031                      | 1960        | NRC „906”                                          | NRC „906”                                    | Fokföldi nyomtávolságú. Holléte ismeretlen                                                   |
| 400032                      | 1960        | NRC „907”                                          | NRC „907”                                    | Fokföldi nyomtávolságú. Holléte ismeretlen                                                   |
| 400033                      | 1960        | NRC „908”                                          | NRC „908”                                    | Fokföldi nyomtávolságú. Holléte ismeretlen                                                   |
| 400034                      | 1960        | NRC „909”                                          | NRC „909”                                    | Fokföldi nyomtávolságú. Holléte ismeretlen                                                   |
| 400035                      | 1960        | NRC „910”                                          | NRC „910”                                    | Fokföldi nyomtávolságú. Holléte ismeretlen                                                   |
| 400052                      | 1963        | Hahnsche Werke „D 3”                               | AMAG                                         | Az 1990-es években kivonták a szolgálatból, a 2000-es évek során selejtezték                 |

## Fordítás
- Ez a szócikk részben vagy egészben  a   MaK 400 C című német Wikipédia-szócikk ezen változatának fordításán alapul.  Az eredeti cikk szerkesztőit annak laptörténete sorolja fel. Ez a jelzés csupán a megfogalmazás eredetét és a szerzői jogokat jelzi, nem szolgál a cikkben szereplő információk forrásmegjelöléseként.